# 繁缕虎耳草
繁缕虎耳草（学名：Saxifraga stellariifolia）为虎耳草科虎耳草属下的一个种。

## 扩展阅读
- 維基物種上的相關：繁缕虎耳草